# Lijst van voetbalinterlands Bahama's - Turks- en Caicoseilanden (vrouwen)
Deze lijst van voetbalinterlands is een overzicht van alle officiële voetbalinterlands tussen de nationale vrouwenteams van de Bahama's en de Turks- en Caicoseilanden. De landen hebben tot nu toe drie keer tegen elkaar gespeeld.

## Wedstrijden
| № | Plaats                   | Datum             | Competitie        | Wedstrijd                           | Uitslag |
| - | ------------------------ | ----------------- | ----------------- | ----------------------------------- | ------- |
| 1 | Venetian Road Settlement | 1 augustus 2021   | Vriendschappelijk | Turks- en Caicoseilanden − Bahama's | 2 − 5   |
| 2 | Nassau                   | 14 september 2023 | Vriendschappelijk | Bahama's − Turks- en Caicoseilanden | 3 − 1   |
| 3 | Nassau                   | 15 september 2023 | Vriendschappelijk | Bahama's − Turks- en Caicoseilanden | 1 − 1   |

## Samenvatting
| Competitie        | Totaal gespeeld | Winst Bahama's | Gelijk | Winst Turks- en Caicoseilanden | Doelsaldo Bahama's – Turks- en Caicoseilanden |
| ----------------- | --------------- | -------------- | ------ | ------------------------------ | --------------------------------------------- |
| Vriendschappelijk | 3               | 2              | 1      | 0                              | 9 − 4                                         |
| Totaal            | 3               | 2              | 1      | 0                              | 9 − 4                                         |